# Michael Sandberg, Baron Sandberg
Michael Graham Ruddock Sandberg, Baron Sandberg Kt CBE (* 31. Mai 1927 in Surrey; † 2. Juli 2017) war ein britischer Manager und Politiker der Liberal Democrats. Er war von 1977 bis 1986 Vorstandsvorsitzender der The Hongkong and Shanghai Banking Corporation.  Von 1997 bis 2015 war er als Life Peer Mitglied des House of Lords.

## Leben
Nach dem Besuch der St Edward’s School in Oxford absolvierte Sandberg eine Kadettenausbildung und trat 1946 als Second Lieutenant des Royal Armoured Corps in die Britische Armee ein. Nach seiner Beförderung zum Lieutenant im November 1947 wechselte er zum 6th Duke of Connaught’s Own Lancers (Watson’s Horse) der Britisch-Indischen Armee. Im Januar 1949 wechselte er zurück zu den 1st King’s Dragoon Guards der British Army.
Ende 1949 trat er als Mitarbeiter in The Hongkong and Shanghai Banking Corporation ein und war dort zuletzt als Nachfolger von Guy Sayer von 1977 bis 1986 Vorsitzender des Vorstandes. 1986 folgte ihm William Purves als Vorstandsvorsitzender und Chief Executive Officer (CEO). Zugleich wurde Sandberg, der von 1972 bis 1986 Friedensrichter von Hongkong war und der 1977 als Officer des Order of the British Empire ausgezeichnet wurde, 1977 Vorstandsmitglied von der CIBC FirstCaribbean International Bank, deren Vizepräsident er von 1984 bis 1987 war.
Daneben war er zwischen 1977 und 1986 Schatzmeister der Universität Hongkong sowie von 1978 bis 1986 Mitglied des Exekutivrates von Hongkong und zwischen 1980 und 1986 auch Vorstandsvorsitzender der British Bank of the Middle East, aus der die heutige HSBC Bank Middle East hervorging. Sandberg, der von 1981 bis 1986 auch Vorsitzender des Verwaltungsrates (Board of Stewards) des Royal Hongkong Jockey Club war und 1986 dessen Ehren-Steward wurde, wurde 1982 Commander des Order of the British Empire sowie 1983 Fellow der Royal Society of Arts.
Zeitweise war er auch Vorstandsmitglied der Unternehmen New World Development Ltd, Winsor Ind Corp, Winsor Properties Holdings Ltd, Green Island Cement Ltd sowie A S Watson & Co Ltd. Nach seiner Rückkehr nach Großbritannien war Sandberg, der 1986 Knight Bachelor wurde und somit fortan das Prädikat „Sir“ führte, auch Freeman von London.
Am 2. Oktober 1997 wurde Sandberg als Baron Sandberg, of Passfield in the County of Hampshire, zum Life Peer erhoben. Er wurde dadurch Mitglied des House of Lords, in dem er sich der Fraktion der Liberal Democrats anschloss. Seit Juni 2012 war Lord Sandberg von der Teilnahme an den Sitzungen des House of Lords beurlaubt (on leave of absence). Am 8. Mai 2015 trat er gemäß den Regelungen des House of Lords Reform Act 2014 freiwillig in den Ruhestand und schied aus dem House of Lords aus.